# Delima albocincta
Delima albocincta is een slakkensoort uit de familie van de Clausiliidae. De wetenschappelijke naam van de soort werd voor het eerst geldig gepubliceerd in 1841 door L. Pfeiffer als Clausilia albocincta.